# محطة قطار سطيف
محطة سطيف هي محطة سكة حديد جزائرية تقع ببلدية سطيف في ولاية سطيف.

## الموقع
تقع محطة القطار لولاية سطيف في قلب المدينة، في الحي الذي يحمل نفس الاسم. وهي تقع على خط الجزائر-سكيكدة حيث تسبقها محطة مزلوق وتتبعها محطة العلمة.

## التاريخ
أُنشأت عام 1897م، حيث اتفق على بنائها أثناء الاجتماع البلدي للمدينة سنة 1877 وقرر الاجتماع على ُن يكون بناء المحطة وسيلةً للاحتفال اللائق لوصول القطار  وانتهي من عملية البناء سنة 1897.

## خدمة الركاب
محطة سطيف تخدمها :
- قطارات المسافات الطويلة :
  - الجزائر - عنابة ؛
  - الجزائر - تبسة.
- القطارات الجهوية على خط الجزائر سطيف .

### الوسائط المتعددة
تخدم المحطة الخط الأول من ترامواي سطيف، في محطة جبل بوطالب القريبة.

## روابط خارجية
- "SNTF". Société nationale des transports ferroviaires (SNTF). مؤرشف من الأصل في 2025-06-02..